# 840 Zenobia

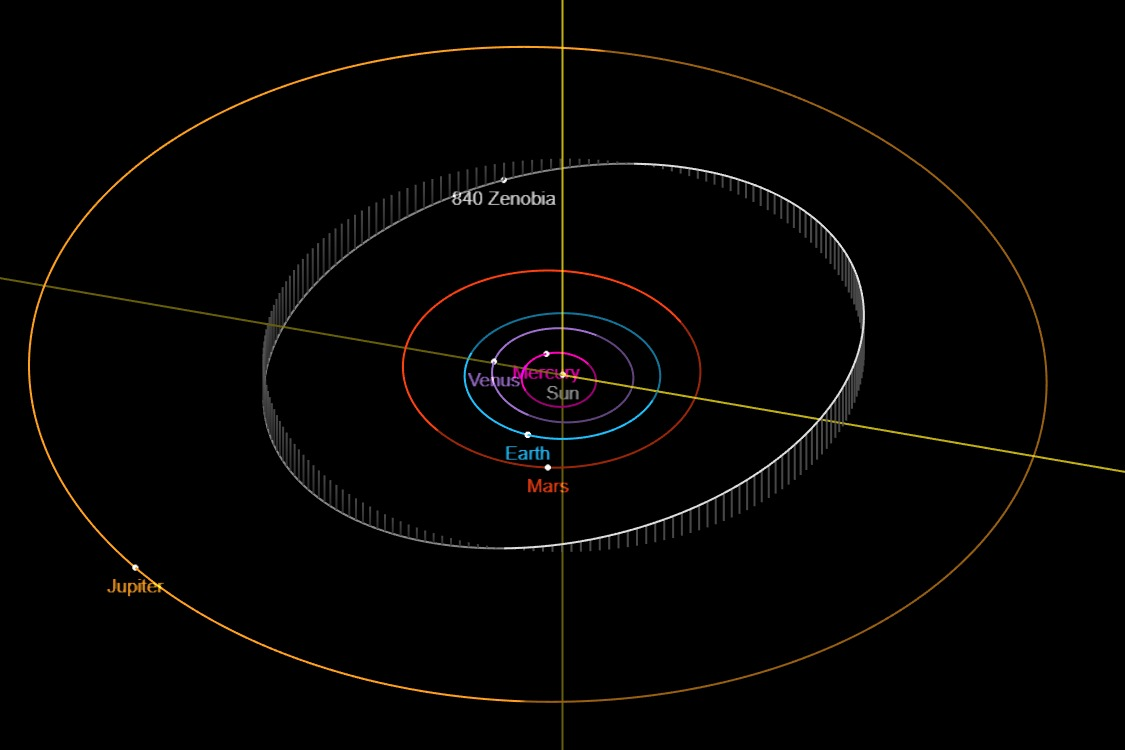
Localização do asteroide Zenóbia 840 em órbita (2018)

Zenobia (asteroide 840, com a designação provisória 1916 AK) é um asteroide da cintura principal, a 2,8477823 UA. Possui uma excentricidade de 0,092279 e um período orbital de 2 029,67 dias (5,56 anos).
Zenobia tem uma velocidade orbital média de 16,81572324 km/s e uma inclinação de 9,95828º.
Este asteroide foi descoberto em 25 de Setembro de 1916 por Max Wolf.